# 結び目群
数学において、結び目とは、1次元円周の3次元ユークリッド空間の中への埋め込みのことである。結び目 K の結び目群 (knot group) とは、R3 における K の結び目補空間の基本群
{\displaystyle \pi _{1}(\mathbb {R} ^{3}\setminus K)}
として定義される。
他にも結び目を3次元球面の中へ埋め込んで考えることもあり、その場合、結び目群は、S3 における結び目の補空間の基本群である。

## 性質
2つの同値な結び目は同型な結び目群を持つので、結び目群は結び目不変量であり、同値でない結び目のペアを識別することに使うことができる。このことは、2つの結び目が同値ということは、恒等写像にアイソトピックであり、第一の結び目を第二の結び目に写す {\displaystyle \mathbb {R} ^{3}} の自己同相写像があるということから帰結する。そのような同相写像は結び目補空間へ制限することで基本群の同型を引き起す。しかしながら、2つの同値ではない結び目が、同型な結び目群を持つ場合もある。（下記の例を参照）
結び目群のアーベル化は、常に無限巡回群 Z と同型であり、このことは、容易に計算できるように、アーベル化が1次ホモロジー群に一致することより従う。
結び目群（あるいは、一般的に、向き付けられた絡み目の基本群）は、比較的単純なアルゴリズムによりヴィルテンガー表示(Wirtinger presentation)で計算することができる。

## 例
- 自明な結び目は、Z と同型な結び目群を持つ。
- 三葉結び目は、ブレイド群 B3 と同型な結び目群を持つ。この群は、次の群の表示を持つ。

{\displaystyle \langle x,y\mid x^{2}=y^{3}\rangle } or {\displaystyle \langle a,b\mid aba=bab\rangle \ .}
- (p,q)-トーラス結び目の結び目群は、次の群の表示を持つ。

{\displaystyle \langle x,y\mid x^{p}=y^{q}\rangle \ .}
- 8の字結び目の結び目群は、次の群の表示を持つ。

{\displaystyle \langle x,y\mid yxy^{-1}xy=xyx^{-1}yx\rangle \ .}
- 二重結びと縦結びは、結び目群が同型であるが、これらの結び目は同値ではない。